# WorldForge
WorldForge着力创建大型多人在线角色扮演游戏框架。

## 历史
WorldForge Project开始于1998年10月，用原名"Altima."原来要制作成"另一个网络创世纪"在Slashdot新闻中提及，非常吸引开发者。
原创和伙伴都离开了去开发Slashdot，尽管这样，社区继续运作。有了新目标和方向取代了"成熟创世纪克隆"而有了现在的名字"WorldForge"  Avinash Gupta是项目的第一个领导者，然后是Bryce Harrington。不过，现在更多新入者选择不要领导，而是一群核心开发者决定整个方向。
WorldForge社区认定，大型并非非商业游戏必备的，注重的社区环境；预计每个世界有数百人而不是几千人。另外，WorldForge服务器是由志愿者提供的，并没有强大的带宽保证和硬件能力。

## 游戏
几个独立的游戏项目基于WorldForge，所以有了并行开发，养猪业模拟Acorn是唯一完善的并发布的游戏，项目也扩展到其他方面（例如，漫画和纸笔游戏）。

### 客户端
3D客户端现在有两个，Ember和Sear。
都能正常工作，如生火，植树，打桩等。但是Ember更先进，可以修改世界建筑。
二者都可以在Linux、Windows和Mac上使用。

### 服务器
Cyphesis现在运行这个世界。原意为AI服务器，Indri是原计划中物理构模的部分。但是Indri进展变慢，同时Cyphesis活跃。

## 问题
WorldForge因为长时间早期开发自己的协议和进程。结果导致大家乐于开发而不想着去玩。
这个软件框架的很多地方让人迷失方向，导致了同时进行的开发——结果很多重复劳动。比如服务器方面的开发。